# Cheeks-Nunatak
Der Cheeks-Nunatak ist ein 1310 m hoher Nunatak im westantarktischen Ellsworthland. Er ist der größte und südlichste der drei Zohn-Nunatakker, die 19 km nordwestlich der Merrick Mountains aufragen.
Der United States Geological Survey kartierte ihn anhand eigener Vermessungen und Luftaufnahmen der United States Navy aus den Jahren von 1961 bis 1967. Das Advisory Committee on Antarctic Names benannte ihn 1966 nach Noble L. Cheeks (* 1932), Flugzeugelektriker und Besatzungsmitglied einer Douglas C-47 Skytrain R4D zur Luftunterstützung einer Mannschaft für die Errichtung des nahegelegenen Camps Sky-Hi im Jahr 1961.